# Mutineer
Mutineer è il nono album in studio del cantautore statunitense Warren Zevon, pubblicato nel 1995.

## Tracce
Tutte le tracce sono di Warren Zevon, eccetto dove indicato.
1. Seminole Bingo (Carl Hiaasen, Warren Zevon) – 3:10
2. Something Bad Happened to a Clown – 4:25
3. Similar to Rain – 3:26
4. The Indifference of Heaven – 4:03
5. Jesus Was a Cross Maker (Judee Sill) – 1:55
6. Poisonous Lookalike – 4:14
7. Piano Fighter – 3:52
8. Rottweiler Blues (Hiaasen, Zevon) – 3:15
9. Monkey Wash Donkey Rinse (Duncan Aldrich, Zevon) – 3:52
10. Mutineer – 3:15